# 洋菓子

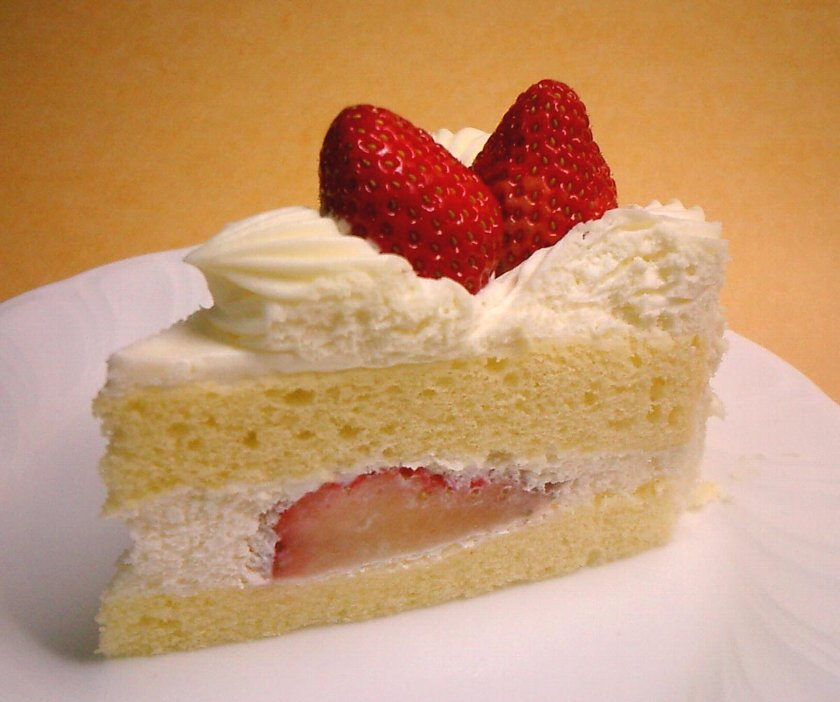
和製洋菓子の代表、イチゴショートケーキ

洋菓子（ようがし）とは、西洋に起源をもつ菓子の総称。日本の伝統的な菓子である和菓子と対置される言葉である。

## 定義
明治時代以降、日本に多数の西洋風の菓子が紹介されたため、従来親しまれてきた菓子との区別のために用いられるようになったものであり、明治時代以降に日本に入ってきた菓子に対して用いられる。西洋に起源がある菓子であっても、16世紀にオランダやポルトガルなどの宣教師から伝えられた、カステラ、ボーロ、金平糖などの南蛮菓子は通常和菓子として扱われている。
以下、本項では洋菓子の種類や特徴などについて解説する。西洋の菓子の来歴については菓子#ヨーロッパの菓子史を参照されたい。

## 洋菓子の種類
洋菓子の種類は、伝統的にパティスリー（仏：pâtisserie）、コンフィズリー（仏：confiserie）、グラスリー（仏：glacerie）といったかたちで分類される。パティスリーは練り粉菓子の意で、小麦粉、卵、牛乳、砂糖などを主原料として各種の製法で生地を作り、クリームやジャムなどを添加して仕上げるものである。具体的にはケーキ、パイ、タルト、プディング、クレープ、シュークリーム、ビスケットといったものが含まれる。また小麦粉を使うものではないが、アーモンドやヘーゼルナッツから生地を作るマカロン、卵白生地のメレンゲ、デザート菓子ともいわれるムース、ゼリー、ババロア、カスタードプディングなどの冷菓もパティスリーとして扱われている。
コンフィズリーは砂糖菓子の意で、砂糖を主原料とする菓子や、砂糖の特性を生かして作られる菓子類である。具体的にはドロップ、ヌガー、キャラメル、マシュマロなどのキャンディ類や、チューインガム類、チョコレート類、飴掛けしたナッツやフルーツ、マロングラッセなどの砂糖漬け果実などが含まれ、現代では工場生産されるものがほとんどである。なおチョコレートはショコラトリ―（仏：chocolaterie）として独立した一部門とすることもある。グラスリーは氷菓の意で、アイスクリーム、シャーベットなどの凍らせて食べる菓子である。

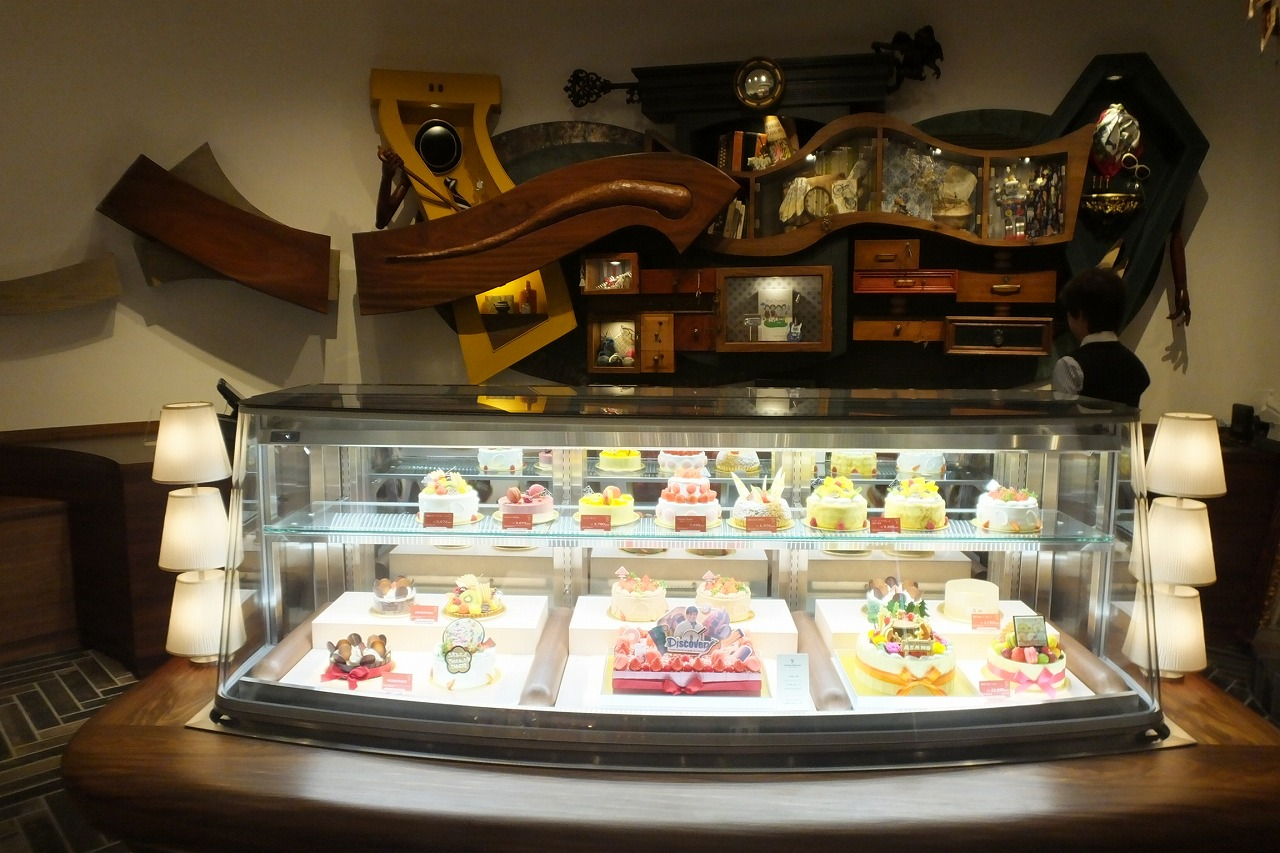
「パティスリー」洋菓子店の店内（パティシエ エス コヤマ）

「パティスリー」「コンフィズリー」といった言葉は、それぞれこれらの菓子を扱う菓子店を指す用語でもある。ヨーロッパでは18世紀にコンフィズリーがパティスリーから分離し、独立した業種となった。これらのほかに洋菓子に属するものとして、主にアメリカ合衆国で発達したスナック菓子（英：snack）がある。穀類を原料として塩辛い味付けをする軽食替わりの菓子で、ポテトチップス、ポップコーンなどのものである。とはいえ、現代の日常日本語ではスナック菓子とは言われず、甘くない塩味のものは単にスナックと呼ばれる。
日本では和菓子と同様、保存性の観点から菓子の水分含有量にしたがって生菓子、半生菓子、干菓子という形に分類されることも多い。生菓子は加熱していない菓子のことではなく、水分の多い菓子のことで、おおむね30%以上の水分を持つ菓子が該当する。ショートケーキやパウンドケーキ、シュークリーム、ゼリー、ババロアなど、パティスリーの多くは生菓子であり、「パティスリー」を洋生菓子全般の意味で用いることもある。干菓子はおおむね水分が10%以下のもので、チョコレート、キャンディ、チューインガムなどのコンフィズリーのほか、ビスケットやリーフパイなどの焼き菓子も含まれる。半生菓子はその中間で、洋菓子では一部のスポンジケーキや砂糖漬けなどが該当する。

## 主な洋菓子

### パティスリー
- スポンジケーキ
- パウンドケーキ（カトルカールとも）
- ロールケーキ
- ケーキ
- タルト
- シュークリーム
- エクレア
- アップルパイ
- カスタードプディング（プリン）
- マカロン
- ゼリー
- ムース
- ババロア
- スフレ
- ブラマンジェ
- カヌレ
- パフェ
- モンブラン
- ミルフィーユ
- バウムクーヘン
- ビスケット
- クッキー
- サブレ
- ウエハース
- プレッツェル
- ワッフル
- マドレーヌ
- フィナンシェ
- ティラミス
- チュロス
- ドーナツ
- ラング・ド・シャ
- ショートケーキ
- チョコレートケーキ
- ザッハトルテ
- ガトーショコラ

### コンフィズリー
- キャンディ
- ドロップ
- キャラメル
- マシュマロ
- グミ
- ゼリービーンズ
- チューインガム
- チョコレート

### グラスリー
- アイスクリーム
- シャーベット
- ソフトクリーム
- アイスキャンデー
- ジェラート

### スナック菓子
- ポテトチップス
- ポップコーン
- スナックバー

## 関連文献
- 池田文痴菴 『日本洋菓子史』 日本洋菓子協会、1960年
- 田島慎一 『世界中のお菓子あります』 新潮新書 新潮社 ISBN 4106101661
- 伊藤汎監修『砂糖の文化誌 ―日本人と砂糖』 八坂書房　2008  ISBN 9784896949223